# Diaphania ochrivitralis
Diaphania ochrivitralis is een vlinder uit de familie van de grasmotten (Crambidae), uit de onderfamilie van de Spilomelinae. De wetenschappelijke naam van deze soort is voor het eerst voorgesteld als Glyphodes ochrivitralis door George Francis Hampson in een publicatie uit 1899.
De spanwijdte bedraagt 30 millimeter.

## Verspreiding
De soort komt voor in Mexico en Brazilië.